# カール・ルート
カール・"チャーリー"・ルート（Karl „Charly“ Ruth, 1907年9月27日 - 1973年以降）は、ドイツの技術者。ナチス・ドイツの時代、政治犯として当局に追われていた。第二次世界大戦末期、バイロイトにおいてアメリカ軍の将校に扮して「ケーペニキアーデ」（Köpenickiade）を演じたことで知られる。彼の貢献によりバイロイトの大部分は無抵抗で降伏して破壊を免れ、地元政治家ベルント・マイアーは、ルートを指して「聖ゲオルク街の輝かしき平和の天使」（schillernder Friedensengel aus Sankt Georgen）と呼んだ。

## 経歴
1907年、シュタインハイム・アム・マインに生まれる。1933年、当時共産党員だったルートはオランダに移住し、アムステルダムのフォッカー社工場にて技術者としての職を得た。彼はモスクワへの出張を何度か重ねたほか、ベルギーにてベルギー軍や民間企業の航空技術顧問も務めた。スペイン内戦では共和派の義勇兵となり、輸送機のパイロットとして従軍した。
1939年、国家保安本部は西部特別指名手配リスト（Sonderfahndungsliste West）にてルートの名を載せた。このリストには次のように記されている。
「ルート, カール, 1907年4月27日クライン＝シュタインハイム生まれ, 技術者, アントワープ在住, ゲシュタポベルリン事務所II A 4局担当」
„Ruth, Karl, * 27. April 1907 in Klein-Steinheim, Ingenieur, wohnhaft in Antwerpen, zuständig Dienststelle II A 4 des Gestapoamtes in Berlin“
1940年5月10日、ドイツ国防軍による西部侵攻が始まり、ベネルクス諸国は陥落する。5月28日、ルートはドイツ側の警察によりブルッヘにて逮捕された。その後、ベルリンの監獄に収監され、1945年2月中頃にバイロイトの聖ゲオルク監獄に移った。同年4月、空襲による混乱に紛れて脱獄し、保護を求めてアメリカ軍を探した。

## バイロイトの「ケーペニキアーデ」
まもなくしてアメリカ軍に保護されたルートは、無実の罪で投獄されていたベルギーの将校を自称し、記章のないアメリカ軍将校の制服を借りて囚人服から着替えた。その後、ルートはバイロイトの運命自体を左右する働きをすることとなる。
彼は護衛の兵士と共にジープに乗り、バイロイト市街へと戻った。1945年4月14日の午前中、ルートはアメリカ軍による「公式の命令」に基づくと嘘をつき、聖ゲオルク監獄から囚人2,000名全員を解放させた。この中には後の連邦議会議長オイゲン・ゲルステンマイアーやエヴァルト・ナウヨクスらも含まれていた。当時、アメリカ軍の接近を察知した聖ゲオルク監獄では、4月14日に囚人のうち政治犯全員を射殺することが決定していた。
監獄解放後、ルートはバイロイト市長フリードリヒ・ケンプフラーSS大佐（後CSU）の元を訪問し、アメリカ軍側指揮官が待つコッテンバッハの村に向かうようにと命じた。この際のアメリカ軍側指揮官との会談において、ケンプフラーはアメリカ軍が「既に市街を消滅させる為に十分なだけの火砲の準備を整えている」旨に納得した。
しかし、市長である彼の指揮下にあるのは警察組織のみで、軍部隊に対しては何ら権限を有していなかった。バイロイトの無血降伏には、聖ヨハネス街にて徹底抗戦を図っている防衛司令官アウグスト・ハーグル陸軍少将（August Hagl）の説得が必須であった。ドイツ側の提案によって、ルート、ケンプフラー、ハーグルによる会談が実現したものの、説得は失敗に終わった。この9時間後、街の反対側にあたる勝利塔にて籠城していたエーリヒ・ブラウン少尉（Erich Braun）以下およそ150名が投降するが、それでもハーグルの態度は変わらなかった。ルートとケンプフラーはアメリカ軍の空爆再開に反対し続けたものの、結局ハーグルの説得は不可能だと判断され、砲撃と限定的な空爆を以ってして攻撃が始まり、同日中にバイロイトは降伏した。この最終段階における攻撃で、エルミタージュ公園のオランジェリーや太陽宮（Sonnentempel）が不必要に破壊された。ハーグルの最後の指揮所はこれらの施設ではなく、聖ヨハネス教会の地下に設置されていたという。

## 抑留、ベルギーへの帰国
バイロイト降伏後、ルートは「バイロイトの大尉」（Bayreuthern Captain）と渾名された。彼はその後も協力者としてアメリカ軍に同行しいくつかの街を巡った末、エーガーにて終戦を迎えた。その数週間後、彼は占領軍当局によって逮捕されることになる。「偽の将校」として連行されたルートは、かつて収監されていた聖ゲオルク監獄からほど近い留置場へと送られた。彼は借りたままだった制服の権威を濫用し、病院での治療を優先させるなどしていたという。釈放後はベルギーに戻り、ベルギー人捕虜の本国送還に関する支援を行った。